# Henryk Michał Kamieński
Henryk Michał Kamieński, pseudoniem Filaret Prawdowski (Warschau, 24 februari 1813 - Algiers, 9 januari 1865) was een Poolse econoom, filosoof, publicist, theoreticus van een democratische revolutionaire beweging genaamd het Poolse Nationale Verbond (Związek Narodu Polskiego, ZNP), filosofische en economische schrijver. Hij was een zoon van generaal Henryk Ignacy Kamieński. Edward Dembowski was zijn neef (in de zin van zoon van oom/tante).
Hij was een rijke bezitter van Chełmse grond. Hij deed mee aan de Novemberopstand (1831).
Daarna behoorde hij tot de "enthousiastelingen" in geheime verbonden in het Congres. In 1845 werd hij gearresteerd en werd hij voor drie jaar naar Kirov gestuurd. In 1852 vestigde hij zich in Zwitserland waar hij het tijdschrift Prawda uitgaf in de periode 1860-1861.
Na eerst sympathie te hebben gehad voor het kamp van Adam Jerzy Czartoryski, verbond hij zichzelf aan de revolutionaire trend. Hij vond dat het bevrijden van mannen het belangrijkste doel was van de maatschappelijke revolutie en de enige bron voor het bereiken van onafhankelijkheid. Hij streefde naar de uitbraak van een burgeroorlog, dat wil zeggen een gelijktijdige opstand van alle sociale lagen tegen de indringers, Rusland en Pruisen.
Hij hield zich vooral bezig met manieren te bedenken om de massa's horigen bewust te maken. In tegenstelling tot andere revolutionisten deed hij boven op de samenzwering ook een langdurige, grote propaganda actie, welke via intelligentie en de adel naar elk dorp kon worden verspreid.
Met de voorkennis dat een deel van de adel niet zou willen dat de horigen vrij zou worden, riep hij op dat elke tegenstander van de revolutie de doodstraf zou krijgen.
Kamieński presenteerde zijn proefschrift dat werd uitgegeven in Brussel in 1844 met de naam Over de essentiële waarheden van de Poolse natie (Pools: O prawdach żywotnych narodu polskiego). En in een toegankelijke vorm in Democratische catechismus (Pools: Katechizmie demokratycznym) in 1845 uitgegeven in Parijs. Beide onder het pseudoniem Filaret Prawdowski. Waarna hij Filosofie van de materialistische menselijke maatschappelijke economie (Pools: Filozofię ekonomii materialnej ludzkiego społeczeństwa) in de periode 1843—1845 uitgegeven in Poznań geschreven onder de invloed van het messianisme en het werk Rusland en Europa — Polen (1857 onder het pseudoniem: X. Y. Z.), waarin hij een diepe analyse geeft over Rusland en hij dieper ingaat op het dichter naar elkaar toegroeien van de Pools-Russische relatie.
- Bibliothèque nationale de France: cb127701669 (data)
- CiNii: DA12333022
- Gemeinsame Normdatei: 119251841
- International Standard Name Identifier: 0000 0000 8158 0481
- Library of Congress Control Number: n85110903
- Nationale Bibliotheek van Tsjechië: jo20000082191
- Réseau des bibliothèques de Suisse occidentale: 02-A021605130
- Système universitaire de documentation: 070494274
- Virtual International Authority File: 77436313
- WorldCat: E39PBJwMFcwpkQmDC4M8WWQH4q